# Lágrimas de crocodilo
Lágrimas de crocodilo é uma expressão que significa que o choro de alguém é fingido, falso ou hipócrita. Existem diversas explicações de cunho biológico para a origem da expressão, dentre as quais:
- Contava-se que às margens do rio Nilo, na antiguidade, os crocodilos choravam e faziam ruidosas manifestações de desespero para atrair e despertar a piedade das pessoas que por ali passavam — os que iam ver o que se passava eram devorados.[2][3]

- Quando o crocodilo está digerindo um animal, a passagem deste pode pressionar com força o céu da boca do réptil, o que comprime suas glândulas lacrimais. Assim, enquanto ele devora a vítima, caem lágrimas de seus olhos.[1]

- Outra teoria na qual vem de uma lenda medieval, dizia que os crocodilos costumavam chorar após devorar alguém.[2]